# İpek Soylu
İpek Soylu (ur. 15 kwietnia 1996 w Adanie) – turecka tenisistka, zwyciężczyni US Open w grze podwójnej dziewcząt z 2014 roku.

## Kariera tenisowa
Zawodową karierę na kortach rozpoczęła w sierpniu 2010 roku, biorąc udział w turnieju rangi ITF w Stambule. W maju 2012, także w Stambule, wygrała swój pierwszy turniej w grze podwójnej rangi ITF, a rok później, w Szarm el-Szejk, pierwszy turniej w grze pojedynczej. W sumie wygrała dwanaście turniejów singlowych i siedemnaście deblowych rangi ITF.
Jako juniorka została zwyciężczynią US Open w 2014 roku w grze podwójnej dziewcząt (w parze z Jil Teichmann).

## Finały turniejów WTA
| Legenda                     | Legenda |
| --------------------------- | ------- |
| Wielki Szlem                |         |
| Igrzyska olimpijskie        |         |
| WTA Tour Championships      |         |
| WTA Elite Trophy            |         |
| 2009 – 2020                 |         |
| WTA Premier Mandatory       |         |
| WTA Premier 5               |         |
| WTA Premier                 |         |
| WTA International Series    |         |
| WTA 125K series (2012–2020) |         |

### Gra podwójna 3 (3–0)
| Końcowy wynik | Nr | Data                | Turniej  | Nawierzchnia  | Partnerka    | Przeciwniczki                | Wynik finału   |
| ------------- | -- | ------------------- | -------- | ------------- | ------------ | ---------------------------- | -------------- |
| Zwyciężczyni  | 1. | 24 kwietnia 2016    | Stambuł  | Ceglana       | Andreea Mitu | Xenia Knoll Danka Kovinić    | walkower       |
| Zwyciężczyni  | 2. | 1 października 2016 | Taszkent | Twarda        | Raluca Olaru | Demi Schuurs Renata Voráčová | 7:5, 6:3       |
| Zwyciężczyni  | 3. | 6 listopada 2016    | Zhuhai   | Twarda (hala) | Xu Yifan     | Yang Zhaoxuan You Xiaodi     | 6:4, 3:6, 10–7 |

## Finały turniejów WTA 125K series

### Gra podwójna 1 (0–1)
| Końcowy wynik | Nr | Data           | Turniej | Nawierzchnia | Partnerka    | Przeciwniczki            | Wynik finału |
| ------------- | -- | -------------- | ------- | ------------ | ------------ | ------------------------ | ------------ |
| Finalistka    | 1. | 5 czerwca 2016 | Bol     | Ceglana      | Raluca Olaru | Xenia Knoll Petra Martić | 3:6, 2:6     |

## Wygrane turnieje rangi ITF
| turnieje z pulą nagród 100 000 $ |
| turnieje z pulą nagród 75 000 $  |
| turnieje z pulą nagród 50 000 $  |
| turnieje z pulą nagród 25 000 $  |
| turnieje z pulą nagród 15 000 $  |
| turnieje z pulą nagród 10 000 $  |

### Gra pojedyncza
|     | Data       | Turniej         | Kat. | ($)    | Naw.    | Finalistka            | Wynik               |
| 1.  | 12/05/2013 | Szarm el-Szejk  | ITF  | 10 000 | twarda  | Camilla Rosatello     | 7:5, 6:1            |
| 2.  | 24/08/2013 | Izmir           | ITF  | 10 000 | twarda  | Gabriela van de Graaf | 7:5, 6:3            |
| 3.  | 29/09/2013 | Szarm el-Szejk  | ITF  | 10 000 | twarda  | Giulia Bruzzone       | 4:6, 6:0, 6:2       |
| 4.  | 19/01/2014 | Szarm el-Szejk  | ITF  | 10 000 | twarda  | Despina Papamichail   | 6:3, 7:6(0)         |
| 5.  | 13/04/2014 | Antalya         | ITF  | 10 000 | twarda  | Deniz Khazaniuk       | 7:5, 4:6, 6:1       |
| 6.  | 07/06/2014 | Adana           | ITF  | 10 000 | twarda  | Başak Eraydın         | 4:6, 6:1, 6:2       |
| 7.  | 22/06/2014 | Stambuł         | ITF  | 10 000 | twarda  | Melis Sezer           | 6:3, 6:4            |
| 8.  | 06/07/2015 | Bursa           | ITF  | 50 000 | ceglana | Anastasija Sevastova  | 7:5, 3:6, 6:1       |
| 9.  | 31/03/2019 | Szarm el-Szejk  | ITF  | 15 000 | twarda  | Nadja Gilchrist       | 6:3, 6:3            |
| 10. | 07/04/2019 | Szarm el-Szejk  | ITF  | 15 000 | twarda  | Magali Kempen         | 7:6(2), 6:4         |
| 11. | 02/06/2019 | Nonthaburi      | ITF  | 25 000 | twarda  | Yuan Yue              | 7:6(1), 6:1         |
| 12. | 23/06/2019 | Figueira da Foz | ITF  | 25 000 | twarda  | Katherine Sebov       | 6:7(2), 7:6(5), 6:3 |

## Finały wielkoszlemowych turniejów juniorskich

### Gra podwójna (1)
| Końcowy wynik | Rok  | Turniej | Nawierzchnia | Partnerka     | Przeciwniczki                 | Wynik finału   |
| Zwyciężczyni  | 2014 | US Open | Twarda       | Jil Teichmann | Wiera Łapko Tereza Mihalíková | 5:7, 6:2, 10–7 |